# اتحادیه کایخالی
اتحادیه کایخالی (به لاتین: Kaikhali Union) یک منطقهٔ مسکونی در بنگلادش است که در Shyamnagar Upazila واقع شده‌است.